# Milena Duchková
Milena Duchková-Neveklovská (* 25. dubna 1952, Praha) je bývalá česká skokanka do vody, olympijská vítězka z LOH 1968 v Mexico City. Její hlavní disciplínou byly skoky z desetimetrové věže. Od roku 1980 žije v Kanadě.
Narodila se v Praze v rodině lékaře Karla Duchka a učitelky Mileny Duchkové. Od šesti let se věnovala umělecké gymnastice, ke které v osmi letech přidala ještě skoky do vody. Od roku 1963 už se věnovala výhradně skokům do vody.
Trénovala pod vedením reprezentační trenérky Marie Čermákové. V roce 1962 vyhrála přebor Prahy, a to nejen ve své kategorii mladších žákyň, ale i v kategorii starších žákyň a dorostenek. Dalšího velkého úspěchu dosáhla při exhibičních skocích do vody v rámci III. celostátní spartakiády v roce 1965. V témže roce se zúčastnila Evropského poháru v Salcburku, kde se umístila na 12. místě (z 16 finalistek). V březnu 1966 jí v necelých čtrnácti letech udělilo předsednictvo ÚV ČSTV titul mistr sportu.
Následující roky byly pro Duchkovou-Neveklovskou ve znamení přípravy na Letní olympijské hry 1968 v Mexico City. Její start na hrách byl ohrožen poté, co si na jaře 1968 zranila rameno a na tři měsíce byla vyřazena z tréninku. Do konání olympiády se však zotavila a z Mexico City si odvezla zlatou medaili coby vůbec nejmladší česká či československá olympijská vítězka. Zároveň je Duchková-Neveklová jedinou českou či československou nositelkou zlaté olympijské medaile v plaveckých sportech.
Další zlatou medaili získala v roce 1970 na Mistrovství Evropy v Barceloně, a to i přes to, že si při tréninku opětovně poranila rameno. Na Letních olympijských hrách 1972 v Mnichově získala Duchková-Neveklová stříbrnou medaili. Českoslovenští sportovní funkcionáři považovali neobhájení zlata z Mexico City za neúspěch. Duchková-Neveklová dokonce musela z místa konání olympiády předčasně odjet. Faktem ale je, že den po jejím výkonu došlo v olympijské vesnici k nechvalně proslulému útoku na izraelské sportovce.
V roce 1973 si Duchková-Neveklová odvezla stříbrnou medaili z historicky prvního Mistrovství světa v plaveckých sportech v Bělehradě. V témže roce se zúčastnila Letní univerziády v Moskvě, kde získala zlatou medaili ve skocích z desetimetrové a stříbrnou ve skocích z třímetrové věže.
Duchková-Neveklová se plánovala zúčastnit i následujících Letních olympijských her 1976 v Montrealu. Těsně před nimi se ale opět zranila a neprobojovala se ani do finále. Naposledy závodila na mistrovství republiky v roce 1977, načež kariéru ukončila. Poté začala pracovat jako zubní lékařka (stomatologii vystudovala v letech 1970–1977).
V roce 1980 Duchková-Neveklová vycestovala do Kanady, kde přijala nabídku trénovat tamní národní tým. Po vypršení smlouvy požádala v Kanadě o azyl. To už se k ní přidal i její manžel, bývalý kajakář a pozdější trenér volejbalové reprezentace Petr Neveklovský, za něhož se provdala v roce 1976. V Kanadě musela Duchková-Neveklová znovu vystudovat stomatologii - československý diplom jí totiž nebyl uznán.
V roce 1983 byla Duchková-Neveklová uvedena do Mezinárodní plavecké síně slávy. V roce 1999 byla zvolena Nejlepší českou plavkyní dvacátého století. V prosinci 2024 obdržela od Klubu sportovních novinářů Cenu Emila Zátopka. Zároveň byla uvedena do Síně slávy tohoto sdružení.
Po emigraci byly veškeré zmínky o Duchkové-Neveklové v komunistickém Československu nežádoucí. Traduje se, že Československý filmový týdeník dokonce odvysílal záběr na její hrob na pražských Olšanských hřbitovech, tuto informaci se však nikdy nepodařilo ověřit.